# Хаджсан (Манітоба)
Годжсон (англ. Hodgson)—— село розташоване в районі муніципалітету Фішер, який належить до канадської провінції  Манітоба. Воно розташоване на 325 хайвеї на північ від Інтерлейк.

## Клімат
| Клімат Годжсона         | Клімат Годжсона | Клімат Годжсона | Клімат Годжсона | Клімат Годжсона | Клімат Годжсона | Клімат Годжсона | Клімат Годжсона | Клімат Годжсона | Клімат Годжсона | Клімат Годжсона | Клімат Годжсона | Клімат Годжсона | Клімат Годжсона |
| Показник                | Січ.            | Лют.            | Бер.            | Квіт.           | Трав.           | Черв.           | Лип.            | Серп.           | Вер.            | Жовт.           | Лист.           | Груд.           | Рік             |
| Абсолютний максимум, °C | 8,3             | 11              | 16,1            | 34              | 38              | 37              | 36,1            | 36              | 36              | 30              | 20,6            | 9               | 38              |
| Середній максимум, °C   | −13,8           | −9              | −1,5            | 9               | 17,7            | 22,3            | 24,9            | 23,9            | 17,1            | 9,5             | −2              | −10,8           | 7,3             |
| Середня температура, °C | −20,1           | −15,7           | −8,3            | 2,1             | 10              | 15,2            | 17,8            | 16,4            | 10,3            | 3,7             | −6,8            | −16,6           | 0,7             |
| Середній мінімум, °C    | −26,5           | −22,3           | −15             | −4,9            | 2,4             | 8               | 10,6            | 8,9             | 3,4             | −2,1            | −11,6           | −22,3           | −5,9            |
| Абсолютний мінімум, °C  | −45             | −45,6           | −40             | −32             | −13             | −5              | −0,5            | −4              | −7,2            | −20             | −39             | −42             | −45,6           |
| Норма опадів, мм        | 34.8            | 23.9            | 33.2            | 32.5            | 55.1            | 84.8            | 67.2            | 75.7            | 64.6            | 42.3            | 34.5            | 35.6            | 585.1           |
| ----------------------- | --------------- | --------------- | --------------- | --------------- | --------------- | --------------- | --------------- | --------------- | --------------- | --------------- | --------------- | --------------- | --------------- |